# سانتا ماریا ریباردندا
سانتا ماریا ریباردندا (به اسپانیایی: Santa María Ribarredonda) یک شهرستان در اسپانیا است که در کاستیا و لئون واقع شده است.

## خصوصیات
سانتا ماریا ریباردندا ۱۱٫۰۱ کیلومترمربع مساحت و ۹۵ نفر جمعیت دارد و ۶۹۴ متر بالاتر از سطح دریا واقع شده است.